# Gran dodecicosaedro
En geometría, el gran dodecicosaedro es un poliedro uniforme estrellado, indexado como U63. Tiene 32 caras (20 hexágonos y 12 decagramas), 120 aristas y 60 vértices. Su figura de vértice es un cuadrilátero cruzado.
Tiene un símbolo de Wythoff compuesto, 3 5⁄3 (3⁄2 5⁄2) |, requiriendo dos triángulos de Schwarz diferentes para generarlo: (3 5⁄3 3⁄2) y (3 5⁄3 5⁄2). ('3 5⁄3 3⁄2'| representa el gran dodecicosaedro con 12 pentágonos {10⁄2} adicionales, y 3 5⁄3 5⁄2 | lo representa con 20 triángulos {6⁄2} adicionales.)
Su figura de vértice, 6 10⁄3. 6⁄5. 10⁄7 es algo ambigua, ya que tiene dos caras en el sentido de las agujas del reloj y dos en el sentido contrario alrededor de cada vértice.

## Poliedros relacionados
Comparte su disposición de vértices con el dodecaedro truncado. Además, comparte su configuración de aristas con el gran icosicosidodecaedro (que tiene las caras hexagonales en común) y con el gran dodecicosidodecaedro ditrigonal (que tiene las caras decagrámicas en común).
| Dodecaedro truncado | Gran icosicosidodecaedro | Gran dodecicosidodecaedro ditrigonal | Gran dodecicosaedro |

## Galería
| Relleno tradicional | Relleno módulo-2 |